# Dick Celeste
Richard Frank Celeste (né le 11 novembre 1937 à Cleveland) est un homme politique américain démocrate. Il a été gouverneur de l'Ohio entre 1983 et 1991, et ambassadeur des États-Unis en Inde entre 1998 et 2001.

## Biographie
Né à Cleveland, il est diplômé de l'Université de Yale. Il a été assistant de l'ambassadeur des États-Unis en Inde sous la présidence de John Kennedy. En 1967, il rejoint la National Housing Corporation à Cleveland. Sa carrière politique commence en 1970 lorsqu'il est élu à la chambre des représentants de l'Ohio. Il est élu lieutenant-gouverneur, poste qu'il occupe entre 1974 et 1978, puis gouverneur en 1983.
Entre 1979 et 1981, il est directeur du Corps de la Paix.